# Некрасов, Владимир Ильич
Владимир Ильич Некрасов (Пустой шаблон {{ВД-Преамбула}} ) — российский бизнесмен, бывший владелец компании «Арбат Престиж», коллекционер. Почётный член Российской академии художеств. 
В 1983 году окончил Донецкий медицинский институт, факультет психиатрии. Согласно новости 2021 года, в рамках благотворительной программы «Медицина малой Родины», реализуемой благотворительным фондом имени Владимира Некрасова, оказывает финансовую помощь медучреждениям Донецкой Народной республики.

## Бизнес
Был основателем и генеральным директором гигантской косметической компании-ретейла «Арбат Престиж», существовавшей в 1989—2000-х годах.
24 января 2008 года Некрасов был задержан и затем арестован на 2 месяца в связи с возбуждением уголовного дела по ст. 199 ч. 2 УК РФ (неуплата налогов организацией). По информации газеты «Ведомости», бизнесмен обвинялся в осуществлении платежей за якобы поставленную продукцию подконтрольным фирмам-однодневкам и последующем принятии к вычету уплаченного НДС. В начале 2009 года закрылся последний магазин сети, располагавшийся в торговом центре «Атриум» в Москве. «Арбат Престиж» фактически прекратил своё существование.
26 июля 2009 года владелец разорившейся сети парфюмерно-косметических магазинов «Арбат Престиж» Владимир Некрасов и предприниматель Сергей Шнайдер (Семён Могилевич), которые обвинялись в уклонении от уплаты налогов, были освобождены из-под стражи из-за истечения срока содержания. 18 апреля 2011 года, суд принял решение о прекращении «в связи с отсутствием состава преступления» уголовного дела в отношении бывшего гендиректора «Арбат-Престижа» Владимира Некрасова.

## Арт-коллекция
Некрасов обладал (или до сих пор обладает) крупной коллекцией русского искусства, специализировавшись на советском периоде. По некоторым оценкам, в его коллекции было около 7 тыс. картин. В 2000-е он активно покупал Шагала (в том числе «Розовых любовников») и Фалька. Как описывал арт-эксперт Михаил Каменский, «фактически это была не одна, а несколько самостоятельных коллекций: русский авангард, советская довоенная живопись, послевоенное искусство, семидесятники-восьмидесятники, в частности отличные работы Татьяны Назаренко, Натальи Нестеровой. Некрасов сказал, что последнее время его увлекло современное актуальное искусство: например, он купил отливку „Хлебов“ Анатолия Осмоловского». Для управления фондами было создано отдельное предприятие — музей «Арбат Престиж». Картины участвовали в крупных выставках, в том числе в Третьяковской галерее (Жилинского, Назаренко и др.). Интерьеры магазинов «Арбат Престижа» были украшены картинами соцреалистов из коллекции Некрасова и производили сильное впечатление. Искусствовед Андрей Ерофеев о картинах, выставлявшихся в магазинах, отзывается как о «салонной живописи XX века».
В 2013 году на аукцион из этой коллекции были выставлены 162 картины: 15 работ Юрия Копейко, 55 картин Георгия Мосеева, 66 работ Германа Татаринова и 26 картины Ирины Шевандроновой с общим эстимейтом 416,5 млн рублей.
В 2017 году Некрасов передал ГТГ 35 работ Гелия Коржева, многие из которых он выкупил за рубежом (часть из них была выкуплена для галереи предпринимателем Александром Тынкованом). Таким образом, ГТГ, где уже было 10 работ мастера, стала обладателем крупнейшего и наиболее качественного по составу собрания произведений, в ней открылся отдельный зал, посвященный художнику., причем он стал «именным» залом Некрасова-мецената. В интервью Forbes, данном в том же году, Некрасов сказал: «моя коллекция развивается, и я думаю, со временем будет частный музей». В декабре 2019 года Некрасов подарил РВИО картины из своей коллекции — произведения Игоря Раздрогина, Петра Татарникова, Бориса Шатохина, Эльбруса Саккаева, а также неизвестных авторов.
В апреле 2019 года на Russian Art & Antique Fair 2019 в Манеже был представлен стенд «Владимир Ильич Некрасов», с картинами Коржева, оставшимися в его коллекции. Рецензент пишет: «в кулуарах отмечают, что коллекционер (наряду с Зельфирой Трегуловой — см. её недавнее интервью) активно продвигает Коржева, в том числе на Западе, как „русского Люсьена Фрейда“». По сообщению Юрия Аввакумова в сентябре 2019 года, в обновленной постоянной коллекции ГТГ выставлены сразу три портрета Некрасова, написанные Татьяной Назаренко, Натальей Нестеровой и Таиром Салаховым.
В 2020 году Некрасов подарил Русскому музею около 600 произведений конца ХХ — начала XXI века, среди них вещи его любимого автора Гелия Коржева, а также Айдан Салаховой, Владимира Яковлева и многих других знаковых художников, работ которых в ГРМ либо не было вовсе, либо они относятся к более раннему, советскому периоду. В этом же году коллекционер подарил музею скульптурную композицию Михаила Переяславца «Блокада. Ленинград. Мать и дитя», которая была создана автором в 1989 году.
В 2021 году подарил 112 картин Тульскому музею изобразительных искусств: среди представленных авторов советские живописцы Николай Баскаков и Валериан Вязигин, народные художники СССР Федор Захаров и Владимир Игошев, живописец и педагог Константин Максимов, Юрий Матушевский, член Санкт-Петербургского Союза художников Игорь Раздрогин, московский автор Александр Кацалап.
В 2022 году подарил Государственному художественному музею Югры коллекцию из 12 тыс. произведений искусства – предметы живописи, графики, фарфора, скульптуры и антикварная мебель, произведения современных художников, таких как Боб Кошелохов, Айдан Салахова и Владимир Овчинников. В том же году появилась новость о том, что в Ростове-на-Дону им будет открыта  «Галерея «Победа» Владимира Ильича Некрасова». 
В 2023 году работы из его собрания приняли участие в выставке «Под знаком Рубенса. Фламандская живопись XVII века из музеев и частных собраний России» в музее "Новый Иерусалим", в частности, работа Рубенса (?) «Коронование Роксаны Александром Македонским». 